# Richard Martin (martyr)
Pour les articles homonymes, voir Richard Martin.
Richard Martin, né dans le Shropshire dans le West Middland et mort à Tyburn, Londres le 30 Août 1588 est un laïc martyr catholique anglais sous le règne d'Elizabeth Ire.

## Biographie
Issu d'une famille passée à l'anglicanisme il est lui-même un converti au catholicisme. Homme de culture - il est diplômé de Broadgates Hall de l'université d'Oxford - il est aussi membre du réseau qui vient en aide aux prêtres catholiques présents dans le royaume. Arrêté pour avoir "aidé un prêtre catholique" en la personne de Robert Morton qu'il nourrit et cache il est dans un premier temps emprisonné dans la Prison de Newgate. Avouant (sous la torture) être catholique il est transféré à la prison de Tyburn. Condamné à mort pour félonie (le fait d'aider un prêtre catholique était alors considéré comme tel) il est supplicié en compagnie de Richard Leigh (en), Edward Shelley, John Roche, Richard Flower et de Marguerite Ward.

## Vénération
Déclaré bienheureux par Pie XI en 1929 Richard Martin fut l'un des Cent sept martyrs d'Angleterre et du pays de Galles béatifié par ce dernier et fêté le 30 août.